# Заповедное (Кировоградская область)
Заповедное (укр. Заповідне, до 2016 г. — Комсомольское) — посёлок в Маловисковской городской общине Новоукраинского района Кировоградской области Украины.
До 2020 года входил в Маловисковский район
Население по переписи 2001 года составляло 254 человека. Почтовый индекс — 26200. Телефонный код — 5258.